# Желкун
Желкун — деревня в Новгородском районе Новгородской области, входит в состав Ракомского сельского поселения.
Расположена в новгородском Поозерье на левом берегу реки Веряжа, в 4,5 км от северо-западного берега озера Ильмень. Ближайшие населённые пункты: деревни Сапунов Бор и Моисеевичи.